# Panna Maria s Ježíškem ze Skalné
Panna Maria s Ježíškem ze Skalné (třetí čtvrtina 15. stol.) zdobila výklenek kaple nebo některého stavení v pohraniční obci Wildstein (po roce 1950 Skalná) v okrese Cheb. Ze soukromé sbírky ji zakoupila roku 1995 Galerie výtvarného umění v Chebu.

## Popis a zařazení
Socha z lipového dřeva 114,5 × 35 × 23,5 cm, vzadu vyhloubená, inv. č. P 262. Polychromie je stará, ale nepůvodní a poškozená, umístěná přímo na dřevě bez křídového podkladu. Socha byla v minulosti vystavena povětrnosti v exteriérovém výklenku. Restauroval J. Živný 1996–1999. Při restaurování byly odstraněny nepůvodní doplňky – korunky na hlavách Madony a Ježíška, žezlo z ruky Marie a kříž z vladařského jablka v ruce Ježíška.
Štíhlá postava panny Marie stojí v esovitém prohnutí na pravé noze. Na pravém boku drží nahého Ježíška, který ji levou rukou objímá kolem krku a přidržuje její roušku. Špička levé odlehčené nohy je vysunuta pod záhybem pláště na podstavci. Obrys figury rozšiřuje v úrovni boků podkasaný plášť, jehož cíp Marie přidržuje pravou rukou před tělem. Nezvyklými motivy je podebrání přehybu pláště mezi palcem a ostatními prsty pravé ruky, uzavření pláště před tělem a jeho podkasání kolem rukávů v hlubokém mísovitém záhybu. Způsob podvinutí roušky pod vlasy za krkem ukazuje na inspiraci švábským uměním. Řezbář mohl pracovat podle kresby či grafiky švábského původu, kde se tyto motivy objevují v tvorbě následovníků Hanse Multschera.
Estetické působení sochy snižuje sumární a zjednodušené podání Ježíška i oválný zběžně modelovaný obličej Marie.
Sochu poprvé popsal Jiří Vykoukal. Podle Jana Royta jde patrně o dílo švábského mistra z doby kolem r. 1470.

### Jiná díla
- Madona z Dolního Jamného[3]